# Parc départemental de la Haute-Île
Le Parc départemental de la Haute-Île est un parc urbain situé à Neuilly-sur-Marne de 65 hectares, constituant l'une des 14 entités formant le site Natura 2000 de Seine-Saint-Denis.
Ce parc de milieu humide est situé sur des terrains inondables bordant la Marne et reconstitue les paysages naturels des zones alluviales.
L'ouverture au public d'une première tranche de 25 hectares est intervenue en février 2008, et six cabanes en bois, dotées d'ouvertures frontales ou latérales, permettent au public d'observer discrètement les oiseaux sans les gêner, offrant ainsi aux usagers un nouveau lieu propice à l’évasion et à la découverte de la faune et de la flore.

## Histoire du site
Le site est constitué d'un espace laissé en friche depuis la fin des années 1970 par l'hôpital de Ville-Évrard, dans une boucle inondable de la Marne. Cette friche a été aménagée pendant trois années avant d'y être partiellement ouverte au public le 25 février 2008. Le chemin permettant d'effectuer le tour complet de cette friche, appelé "Chemin de la Marne", n'a été ouvert que deux ans plus tard. Enfin, en 2011, certains jours, le "Chemin de la friche" qui la traverse peut-être emprunté.

## Description du site
Le Parc permet de reconstituer une zone humide constituée par la Marne au gré de l'évolution de son lit, en élargissant les anciens chenaux.

## Écologie
Le parc est classé Natura 2000. Près de 140 espèces d'oiseaux ont été observées depuis sa création, donc une cinquantaine nicheuses. Parmi les oiseaux d'eau, les nicheurs les plus remarquables sont : Le Grèbe huppé, le Grèbe castagneux, le Cygne tuberculé, et certaines années le Petit Gravelot et la Sterne pierregarin. Les plus communs sont les Foulques macroules, Gallinule Poule d'eau et Canard Colverts.
La friche centrale et les abords des chenaux accueillent la nidification d'une dizaine d'espèces de fauvettes, rousserolles et hypolaïs.
En hiver, les espèces les plus communes sont les Mouettes rieuses, Foulque macroules, Hérons cendrés, Grand cormorans et depuis peu, le Fuligule milouin.
À la fin de l'été, on observe couramment le Martin-Pêcheur qui se reproduit à l'extérieur du Parc.
Ces espèces peuvent être observées discrètement depuis six cabanes d'observation.

## Archéologie
Les traces d'un habitat remontant au Néolithique et au Mésolithique, ainsi qu'une sépulture humaine, la plus ancienne du département, remontant à 6500 av. J.-C., ont été mises au jour sur la Haute-Île.
Dans le parc de la Haute-Île a été aménagé un archéosite, espace animé par le service départemental d’archéologie. On y a reconstitué des habitats néolithiques. Des ateliers participatifs et des animations thématiques y sont régulièrement organisées dans le but de vulgariser les connaissances en archéologie.

## Financement
L'aménagement du parc, financé par le département de la Seine-Saint-Denis, la région d'Île-de-France et l'Agence de l'eau Seine-Normandie, est évalué à 11,7 millions d'euros.